# NASA World Wind
World Wind és un programa que actua com un globus terraqüi virtual, o globus virtual desenvolupat per la NASA per ser usat a ordinadors personals amb Microsoft Windows, a més de worldwind Arxivat 2007-08-21 a Wayback Machine., hi ha un paquet per ubuntu. Superposa imatges de satèl·lits de la NASA i fotografies aèries del United States Geological Survey (USGS) sobre models tridimensionals de la Terra, i en les últimes versions, Mart i la Lluna.
L'usuari pot interaccionar amb el planeta seleccionat girant-lo i ampliant-ne zones. A més es poden superposar topònims i fronteres, entre altres dades, a les imatges. El programa també conté un mòdul per visualitzar imatges d'altres fonts d'Internet que facin servir el protocol de l'Open Geospatial Consortium Web Map Service. Addicionalment existeixen multituds d'ampliacions per World Wind que augmenten la seva funcionalitat, com per exemple, poder mesurar distàncies o obtenir dades de posició des d'un GPS.

## Capa d'imatges
Amb la instal·lació del programa s'inclouen les imatges de baixa resolució Blue Marble del sensor MODIS, segons s'amplien zones determinades es descarreguen imatges d'alta resolució provinents del satèl·lit Landsat 7 o de l'USGS. El conjunt total de les imatges ocupa al voltant de 4,6 terabytes, i tenen una resolució típica de 15 m/píxel per a tothom (satèl·lit LANDSAT 7) i entre 1 i 0,25 m/píxel per als Estats Units (imatges aèries del USGS). A més es poden mostrar diversos conjunts d'imatges animades, entre elles les provinents dels sensors MODIS i GLOBE.

## Capes addicionals
Amb la instal·lació bàsica es poden mostrar capes de dades que mostrin les banderes dels països, topònims, línies de latitud i longitud, densitat de població, punts d'interès i altres dades.
A més es poden descarregar més capes addicionals com a aplicacions. Una de les capes disponibles com a ampliació, anomenada Wikipedia, mostra punts d'interès a la Terra amb enllaços a la Wikipedia.
També és possible descarregar al programa altres astres, que igual que la Terra, es poden veure en fotografies en la seva pràctica totalitat, però amb menor resolució. Entre els astres que es poden descarregar hi ha la Lluna, Mart, Venus, Júpiter i els seus quatre satèl·lits principals Io, Europa, Ganímedes i Calisto.

### Competència amb Google Earth
Google Earth, anteriorment conegut com a Keyhole, és molt similar a World Wind. La resolució de les imatges és més gran en Google Earth que a World Wind, però les imatges de World Wind són de domini públic mentre que les de Google Earth no. A més World Wind és ampliable, mentre que Google Earth conté una funcionalitat tancada.

## Bifurcacions
- El projecte Geoforge Arxivat 2011-03-19 a Wayback Machine. conté una bifurcació del projecte NASA World Wind. Geoforge proporciona programari codi obert que corresponen a plataformes per a la gestió de dades en Geociències. Les funcionalitats de WorldWind són utilitzades per proporcionar una visualització de dataos geo-localisados.
- Dapple Arxivat 2006-08-13 a Wayback Machine. és una bifurcació codi obert de NASA World Wind, creat per Geosoft. Dapple és destinat per a professionals en Geociències, amb funcionalitats com els servidors WMS.
- SERVEI-VIZ Arxivat 2008-11-08 a Wayback Machine. és una versió personalitzada de World Wind creada per IAGT per al projecte SERVIR.
- WW2D és un programari codi obert i multiplataforma (Windows, Mac OS X, Linux (x86, x86-64 i Solaris - SPARC) basada en les tecnologies Java i OpenGL. WW2D utilitza 'imatges dels servidors de World Wind.
  - WW2D Plus One - una ampliació de WW2D proporcionant un visualitzador 3D.
- Punt és una bifurcació de NASA World Wind, començada per dos membres de la Comunitat del programari lliure que van contribuir a World Wind. Punt es basa en el codi de World Wind 1.3.2, però la seva primera versió conté funcionalitats que no es troben a World Wind 1.3.2 o 1.3.3 (com el sopporte de diferents idiomes). Avui dia, Punt només és disponible per a Windows, però els seus objectius inclouen una solució multiplataforma.